# Pristipomoides sieboldii
Pristipomoides sieboldii is een straalvinnige vis uit de familie van snappers (Lutjanidae) en behoort derhalve tot de orde van baarsachtigen (Perciformes). De vis kan maximaal 79 cm lang en 8400 gram zwaar worden. 

## Leefomgeving
Pristipomoides sieboldii is een zoutwatervis. De vis prefereert een diepwaterklimaat en heeft zich verspreid over de drie belangrijkste oceanen van de wereld (Grote, Atlantische en Indische Oceaan). De diepteverspreiding is 100 tot 360 m onder het wateroppervlak. 

## Relatie tot de mens
Pristipomoides sieboldii is voor de visserij van aanzienlijk commercieel belang. In de hengelsport wordt er weinig op de vis gejaagd. 